# Zorra (Ontario)
Zorra – gmina (ang. township) w Kanadzie, w prowincji Ontario, w hrabstwie Oxford.
Powierzchnia Zorra to 528,78 km².
Według danych spisu powszechnego z roku 2001 Zorra liczy 8052 mieszkańców (15,23 os./km²).